# Chakkravarthy Deepan
Chakkravarthy Deepan (nascut el 3 de juny de 1987) és un jugador d'escacs indi, que té el títol de Gran Mestre des de 2006.
A la llista d'Elo de la FIDE del desembre de 2021, hi tenia un Elo de 2520 punts, cosa que en feia el jugador número 29 (en actiu) de l'Índia. El seu màxim Elo va ser de 2557 punts, a la llista de maig de 2019.

## Resultats destacats en competició
El 2004 va empatar als llocs 2n–4t amb Praveen Thipsay i Saidali Iuldachev a l'obert internacional Piloo Mody a Lucknow
El 2009 va empatar als llocs 5è–10è amb Saidali Iuldachev, Georgy Timoshenko, Sundar Shyam, Andrei Deviatkin i Shukhrat Safin a la Mumbai Mayor Cup. i fou quart al campionat de l'Índia.
El juliol de 2012 fou subcampió de l'Obert de Sant Martí amb 7 punts de 9, els mateixos punts que el campió Isan Reynaldo Ortiz Suárez.